# チャールズ・ローレンス級高速輸送艦
| チャールズ・ローレンス級高速輸送艦 | チャールズ・ローレンス級高速輸送艦 | チャールズ・ローレンス級高速輸送艦 |
| ---------------------------------- | ---------------------------------- | ---------------------------------- |
| 「バセット」（APD-73）             |                                    |                                    |
| 艦級概観                           |                                    |                                    |
| 艦種                               | 高速輸送艦（APD）                  | 高速輸送艦（APD）                  |
| 艦名                               | 海軍功労者                         | 海軍功労者                         |
| 建造期間                           | 1944年-1945年                      | 1944年-1945年                      |
| 就役期間                           | 1944年-1975年                      | 1944年-1975年                      |
| 前級                               | マンリー級高速輸送艦               | マンリー級高速輸送艦               |
| 次級                               | クロスレイ級高速輸送艦             | クロスレイ級高速輸送艦             |
| 隻数                               | 43                                 | 43                                 |
| 喪失                               | 1                                  | 1                                  |
| 性能諸元                           |                                    |                                    |
| 排水量                             | 基準：1,725 t                      | 基準：1,725 t                      |
| 排水量                             | 満載：2,114 t                      |                                    |
| 全長                               | 93.3 m                             | 93.3 m                             |
| 全幅                               | 11.3 m                             | 11.3 m                             |
| 吃水                               | 3.7 m                              | 3.7 m                              |
| 機関                               | ターボ・エレクトリック方式         | ターボ・エレクトリック方式         |
| 機関                               | 水管ボイラー (30.6 kgf/cm², 399℃)  | 2缶                                |
| 機関                               | 蒸気タービン (6,750 shp)           | 2基                                |
| 機関                               | 発電機 (4,600 kW)                  | 2基                                |
| 機関                               | 電動機 (6,000 hp)                  | 2基                                |
| 機関                               | スクリュープロペラ（430rpm）       | 2軸                                |
| 速力                               | 24ノット                           | 24ノット                           |
| 航続距離                           | 12,000海里（12ノット巡航時）       | 12,000海里（12ノット巡航時）       |
| 乗員                               | 214名＋揚陸部隊162名               | 214名＋揚陸部隊162名               |
| 兵装                               | 38口径5インチ単装砲                | 1基                                |
| 兵装                               | 40mm連装機銃                       | 3基                                |
| 兵装                               | 20mm単装機銃                       | 6基                                |
| 兵装                               | Mk.9爆雷投下軌条                   | 1条                                |
| GFCS                               | Mk.51 (5in砲・40mm機銃用)          | 3基                                |
| レーダー                           | SA 対空捜索用                      | 1基                                |
| レーダー                           | SL 対水上捜索用                    | 1基                                |
| ソナー                             | QCJ 探信儀                         | 1基                                |

チャールズ・ローレンス級高速輸送艦（チャールズ・ローレンスきゅうこうそくゆそうかん、英語: Charles Lawrence-class high speed transports）は、アメリカ海軍が運用していた高速輸送艦（APD）の艦級。第二次世界大戦中、バックレイ級護衛駆逐艦（TE型）をもとに改装ないし設計変更されて43隻が建造された。

## 来歴
アメリカ海兵隊は、小部隊での島嶼襲撃における高速輸送艦の有用性に着目していた。これに対応して、アメリカ海軍では、まず第一次世界大戦世代の旧式駆逐艦の改造により、1938年よりマンリー級高速輸送艦の整備に着手した。これらは水中処分隊・コマンド部隊の迅速な輸送・展開に有効であると判明したことから、さらに同様の艦を増備することとなり、当時量産が進められていた護衛駆逐艦をもとに改設計する案が採択されることになった。
当時の護衛駆逐艦には、ギヤード・タービン艦やターボ・エレクトリック艦、ギヤード・ディーゼル艦やディーゼル・エレクトリック艦があったが、24ノットという高速力と電気推進ならではの低速運転性能がかわれて、ターボ・エレクトリック艦がベースとされることになった。なお、ターボ・エレクトリック艦には、3インチ砲搭載のバックレイ級（TE型）と5インチ砲搭載のラッデロウ級（TEV型）があったが、本級はこのうちバックレイ級（TE型）をベースとしている。一方、ラッデロウ級（TEV型）をもとにしたのがクロスレイ級であった。

## 設計・装備
上記の経緯により、基本的な設計はいずれもバックレイ級（TE型）のものが踏襲されており、主機関も、D形2胴型過熱器付き水管ボイラー（エキスプレス缶; 蒸気圧力435 lbf/in2 (30.6 kgf/cm2)、温度399℃）と単胴型蒸気タービン（出力6,750馬力、回転数5,600rpm）、これと直結された同期発電機（発電出力4,600キロワット）によって発電し、電動機を駆動することによるターボ・エレクトリック方式とされた。
一方、APDという用途にあわせて艦容は一変しており、艦型も、原型艦の平甲板型に対して中央船楼型とされて、船楼・船体内には揚陸部隊および貨物の収容スペースが設けられた。奇襲的な運用を想定していたこともあり、短期の輸送を前提に、居住設備は比較的簡素なものであった。後部上部構造物や甲板には、護衛駆逐艦時代には高角機銃や爆雷投射機が配置されていたが、これらは全て撤去されて、かわって、船楼上両舷には揚陸部隊のための小型上陸用舟艇（LCVPやLCPR）を運用するためのトリプル・ウェリン式ダビットが、またその後方には貨物揚降用のツイン・デリック・ブームを備えたラティス構造のマストが設置された。なお、トリプル・ウェリン式ダビットは、その名の通り、本来は1基で揚陸艇3隻ずつを収容可能であったが、艦幅が小さいAPDにおいては、両舷2隻ずつの搭載に留められた。後甲板にはジープ6両を搭載することができた。
艦首甲板の主砲は、艦砲射撃による対地火力支援を考慮して、より大口径で長射程・大威力の38口径5インチ単装砲とされた。なお、個艦防空用の40mm単装機銃3基を備えたほか、一部の艦は旗艦設備を備えており、デリックのかわりに40mm4連装機銃を備えていた。また揚陸船団の護衛を考慮して、ソナーと艦尾の爆雷投下軌条（片舷分のみ）は残された。

## 配備
上記の通り、本級はすべてバックレイ級護衛駆逐艦を原型としており、建造中に改造された6隻（ヨークス、パブリク、オダム、ジャック・C・ロビンソン、バセット、ジョン・B・グレイ）を含む43隻が高速輸送艦に改造された。
大戦終戦後、一部がフィリピン、韓国、台湾（中華民国）、メキシコ、チリ、コロンビア、エクアドルなどに売却された。1969年1月1日、在籍していたAPDはすべてLPRに類別変更された。

### 同型艦一覧
各行末尾は「改造年-最終年」、（）内は最終状態（類別変更、売却先等）
- チャールズ・ローレンス Charles Lawrence （APD-37） - 1944年-1964年（除籍）
- ダニエル・T・グリフィン Daniel T. Griffin （APD-38） - 1944年-1967年（チリ）
- バー Barr （APD-39） - 1944年-1960年（除籍）
- ボウアーズ Bowers （APD-40） - 1945年-1961年（フィリピン）
- イングランド England （APD-41） - 改造中止
- ガントナー Gantner （APD-42） - 1945年-1966年（除籍）
- ジョージ・W・イングラム George W. Ingram （APD-43） - 1945年-1967年（除籍）
- アイラ・ジェファリイ Ira Jeffery （APD-44） - 1945年-1960年（除籍）
- リー・フォクス Lee Fox （APD-45） - 1945年-1964年（除籍）
- エイムズバリイ Amesbury （APD-46） - 1945年-1960年（除籍）
- ベイツ Bates （APD-47） - 1944年-1945年（戦没）
- ブレスマン Blessman （APD-48） - 1944年-1967年（台湾）
- ジョゼフ・E・キャンベル Joseph E. Campbell （APD-49） - 1944年-1966年（チリ）
- シムス Sims （APD-50） - 1944年-1960年（除籍）
- ホッピング Hopping （APD-51） - 1944年-1964年（除籍）
- リーブス Reeves （APD-52） - 1944年-1960年（除籍）
- ジョゼフ・C・ハッバード Joseph C. Hubbard （APD-53） - 1945年-1969年（除籍）
- チェイス Chase （APD-54） - 1944年-1944年（除籍）
- ラニング Laning （APD-55） - 1944年-1969年（LPR）
- ロイ Loy （APD-56） - 1944年-1964年（除籍）
- バーバー Barber （APD-57） - 1944年-1969年（メキシコ）
- ウィッター Witter （APD-58） - 改造途中で中止
- ニューマン Newman （APD-59） - 1944年-1964年（除籍）
- リドル Liddle （APD-60） - 1944年-1967年（除籍）
- ケプハート Kephart （APD-61） - 1944年-1967年（韓国）
- コーファー Cofer （APD-62） - 1944年-1968年（除籍）
- ロイド Lloyd （APD-63） - 1944年-1966年（除籍）
- スコット Scott （APD-64） - 改造キャンセル
- バーク Burke （APD-65） - 1945年-1968年（コロンビア）
- エンライト Enright （APD-66） - 1945年-1967年（エクアドル）
- ジェンクス Jenks （APD-67） - 改造キャンセル
- ダリク Durik （APD-68） - 改造キャンセル
- ヨークス Yokes （APD-69） - 1944年-1964年（除籍）
- パブリク Pavlic （APD-70） - 1944年-1968年（売却）
- オダム Odum （APD-71） - 1945年-1966年（チリ）
- ジャック・C・ロビンソン Jack C. Robinson （APD-72） - 1945年-1966年（チリ）
- バセット Bassett （APD-73） - 1945年-1967年（コロンビア）
- ジョン・P・グレイ John P. Gray （APD-74） - 1945年-1968年（売却）
- ウェーバー Weber （APD-75） - 1944年-1960年（除籍）
- シュミット Schmitt （APD-76） - 1945年-1967年（台湾）
- フラメント Frament （APD-77） - 1944年-1961年（除籍）
- ブル Bull （APD-78） - 1944年-1966年（台湾）
- バンチ Bunch （APD-79） - 1944年-1964年（除籍）
- ヘイター Hayter （APD-80） - 1945年-1968年（韓国）
- テイタム Tatum （APD-81） - 1944年-1960年（除籍）
- ボラム Borum （APD-82） - 改造キャンセル
- マロイ Maloy （APD-83） - 改造キャンセル
- ヘインズ Haines （APD-84） - 1944年-1960年（除籍）
- ルーネルス Runels （APD-85） - 1945年-1960年（除籍）
- ホリス Hollis （APD-86） - 1945年-1969年（LPR）

### 運用国
- アメリカ海軍
- フィリピン海軍
- 大韓民国海軍
- 中華民国海軍
- メキシコ海軍
- チリ海軍
- コロンビア海軍
- エクアドル海軍